# Xenija Lykinová
Xenija Lykinová, (rusky Ксения Лыкина, Ksenija Lykina), (* 19. června 1990 Moskva) je ruská profesionální tenistka, která na okruh ITF vstoupila v roce 2005. Ve své dosavadní kariéře nevyhrála na okruhu WTA Tour žádný turnaj. V rámci okruhu ITF získala do května 2014 tři tituly ve dvouhře a devět ve čtyřhře.
Na žebříčku WTA byla ve dvouhře nejvýše klasifikována v dubnu 2010 na 171. místě, ve čtyřhře pak v červnu 2010 na 132. místě.
Na Australian Open 2008 triumfovala s krajankou Anastasií Pavljučenkovovou v juniorské čtyřhře, když ve finále přehrály rumunsko-japonský pár Elena Bogdanová a Misaki Doiová 6–0 a 6–4. Na Letní univerziádě 2009 v Bělehradu vybojovala dvě zlaté medaile v ženské dvouhře a spolu s ruským družstvem. Na Letní univerziádě 2011 v Šen-čenu přidala tři bronzové kovy z dvouhry, čtyřhry a družstev.
Do roku 2015 neodehrála v ruském fedcupovém týmu žádné utkání.

## Finálové účasti na turnajích okruhu ITF
| $100,000 tournaments |
| $75,000 tournaments  |
| $50,000 tournaments  |
| $25,000 tournaments  |
| $15,000 tournaments  |
| $10,000 tournaments  |

### Dvouhra: 6 (3–3)
| Stav       | Č. | Datum              | Turnaj                    | Povrch      | Soupeřka ve finále    | Výsledek           |
| ---------- | -- | ------------------ | ------------------------- | ----------- | --------------------- | ------------------ |
| Vítězka    | 1. | 28. září 2008      | Clermont-Ferrand, Francie | tvrdý (h)   | Samantha Schoeffelová | 6–4, 6–4           |
| Finalistka | 1. | 30. listopadu 2008 | Tojota, Japonsko          | koberec (h) | Ajumi Moritová        | 1–6, 3–6           |
| Vítězka    | 2. | 17. května 2009    | Kurume, Japonsko          | koberec     | Jelena Čalovová       | 7–5, 6–3           |
| Finalistka | 2. | 6. prosince 2009   | Přerov, Česko             | tvrdý (h)   | Claire Feuersteinová  | 7–6(7–5), 3–6, 4–6 |
| Finalistka | 3. | 17. dubna 2011     | Antalya 10, Turecko       | tvrdý       | Darja Gavrilovová     | 4–6, 6–4, 6–2      |
| Vítězka    | 3. | 24. února 2013     | Mildura, Austrálie        | tráva       | Azra Hadzicová        | 7–6(7–3), 6–3      |

## Postavení na žebříčku WTA na konci sezóny

### Dvouhra
| Rok    | 2007 | 2008   | 2009   | 2010   | 2011   | 2012   | 2013   |
| Pořadí | 526  | ▲ 521. | ▲ 248. | ▲ 148. | ▼ 219. | ▲ 213. | ▼ 300. |

### Čtyřhra
| Rok    | 2007 | 2008   | 2009   | 2010   | 2011   | 2012   | 2013   |
| Pořadí | 685. | ▲ 594. | ▲ 179. | ▼ 315. | ▼ 409. | ▲ 278. | ▼ 344. |